# Boxning vid olympiska sommarspelen 1992
Boxningen vid olympiska sommarspelen 1992 i Barcelona innehöll 12 olika viktklasser och var endast öppen för herrar. Kuba och Tyskland tog flest medaljer.

## Medaljtabell
| Klass                       | Guld                     | Silver                        | Brons                             |
| Lätt flugvikt Detaljer...   | Rogelio Marcelo · Kuba   | Daniel Petrov · Bulgarien     | Jan Quast · Tyskland              |
| Lätt flugvikt Detaljer...   | Rogelio Marcelo · Kuba   | Daniel Petrov · Bulgarien     | Roel Velasco · Filippinerna       |
| Flugvikt Detaljer...        | Choi Chol-Su · Nordkorea | Raúl González · Kuba          | Tim Austin · USA                  |
| Flugvikt Detaljer...        | Choi Chol-Su · Nordkorea | Raúl González · Kuba          | István Kovács · Ungern            |
| Bantamvikt Detaljer...      | Joel Casamayor · Kuba    | Wayne McCullough · Irland     | Mohammed Achik · Marocko          |
| Bantamvikt Detaljer...      | Joel Casamayor · Kuba    | Wayne McCullough · Irland     | Li Gwang-Sik · Nordkorea          |
| Fjädervikt Detaljer...      | Andreas Tews · Tyskland  | Faustino Reyes · Spanien      | Ramaz Paliani · OSS               |
| Fjädervikt Detaljer...      | Andreas Tews · Tyskland  | Faustino Reyes · Spanien      | Hocine Soltani · Algeriet         |
| Lättvikt Detaljer...        | Oscar de la Hoya · USA   | Marco Rudolph · Tyskland      | Namjilyn Bayarsaikhan · Mongoliet |
| Lättvikt Detaljer...        | Oscar de la Hoya · USA   | Marco Rudolph · Tyskland      | Hong Sung-Sik · Sydkorea          |
| Lätt weltervikt Detaljer... | Héctor Vinent · Kuba     | Mark Leduc · Kanada           | Leonard Doroftei · Rumänien       |
| Lätt weltervikt Detaljer... | Héctor Vinent · Kuba     | Mark Leduc · Kanada           | Jyri Kjäll · Finland              |
| Weltervikt Detaljer...      | Michael Carruth · Irland | Juan Hernández Sierra · Kuba  | Aníbal Acevedo · Puerto Rico      |
| Weltervikt Detaljer...      | Michael Carruth · Irland | Juan Hernández Sierra · Kuba  | Arkhom Chenglai · Thailand        |
| Lätt mellanvikt Detaljer... | Juan Carlos Lemus · Kuba | Orhan Delibaş · Nederländerna | György Mizsei · Ungern            |
| Lätt mellanvikt Detaljer... | Juan Carlos Lemus · Kuba | Orhan Delibaş · Nederländerna | Robin Reid · Storbritannien       |
| Mellanvikt Detaljer...      | Ariel Hernández · Kuba   | Chris Byrd · USA              | Chris Johnson · Kanada            |
| Mellanvikt Detaljer...      | Ariel Hernández · Kuba   | Chris Byrd · USA              | Lee Seung-Bae · Sydkorea          |
| Lätt tungvikt Detaljer...   | Torsten May · Tyskland   | Rostyslav Zaulychnyi · OSS    | Wojciech Bartnik · Polen          |
| Lätt tungvikt Detaljer...   | Torsten May · Tyskland   | Rostyslav Zaulychnyi · OSS    | Zoltán Béres · Ungern             |
| Tungvikt Detaljer...        | Félix Savón · Kuba       | David Izonritei · Nigeria     | David Tua · Nya Zeeland           |
| Tungvikt Detaljer...        | Félix Savón · Kuba       | David Izonritei · Nigeria     | Arnold Vanderlyde · Nederländerna |
| Supertungtvikt Detaljer...  | Roberto Balado · Kuba    | Richard Igbineghu · Nigeria   | Svilen Rusinov · Bulgarien        |
| Supertungtvikt Detaljer...  | Roberto Balado · Kuba    | Richard Igbineghu · Nigeria   | Brian Nielsen · Danmark           |

## Medaljfördelning
| Medaljfördelning |                |      |        |       |        |
| Placering        | Nation         | Guld | Silver | Brons | Totalt |
| 1                | Kuba           | 6    | 3      | 0     | 9      |
| 2                | Tyskland       | 2    | 1      | 1     | 4      |
| 3                | USA            | 1    | 1      | 1     | 3      |
| 4                | Irland         | 1    | 1      | 0     | 2      |
| 5                | Nordkorea      | 1    | 0      | 1     | 2      |
| 6                | Nigeria        | 0    | 2      | 0     | 2      |
| 7                | OSS            | 0    | 1      | 1     | 2      |
| 7                | Bulgarien      | 0    | 1      | 1     | 2      |
| 7                | Nederländerna  | 0    | 1      | 1     | 2      |
| 7                | Kanada         | 0    | 1      | 1     | 2      |
| 11               | Spanien        | 0    | 1      | 0     | 1      |
| 12               | Ungern         | 0    | 0      | 3     | 3      |
| 13               | Sydkorea       | 0    | 0      | 2     | 2      |
| 14               | Storbritannien | 0    | 0      | 1     | 1      |
| 14               | Rumänien       | 0    | 0      | 1     | 1      |
| 14               | Finland        | 0    | 0      | 1     | 1      |
| 14               | Danmark        | 0    | 0      | 1     | 1      |
| 14               | Nya Zeeland    | 0    | 0      | 1     | 1      |
| 14               | Polen          | 0    | 0      | 1     | 1      |
| 14               | Thailand       | 0    | 0      | 1     | 1      |
| 14               | Puerto Rico    | 0    | 0      | 1     | 1      |
| 14               | Mongoliet      | 0    | 0      | 1     | 1      |
| 14               | Algeriet       | 0    | 0      | 1     | 1      |
| 14               | Marocko        | 0    | 0      | 1     | 1      |
| 14               | Filippinerna   | 0    | 0      | 1     | 1      |